# Жерелец (Лельчицкий район)
Жерелец (бел. Жаралец) — хутор в Лельчицком районе Гомельской области Республики Беларусь. В составе Лельчицкого сельсовета.

## География
Расположен в Белорусском Полесье.  
От Лельчиц — около 7 км по прямой, от Гомеля 215 км.  
Через хутор пролегает дорога Н-4499, вдоль хутора — дорога Р-128. 

### Гидрография
На территории хутора расположено озеро. В 2 км — озеро Тортин, 3 км — река Уборть.

## История
В 2009 году на территории Лельчицкого сельсовета образован хутор — рус. Жерелец (бел. Жаралец). Отнесён к категории сельского населённого пункта.

## Население

### Численность
- 2019 год — 2 жителей

### Динамика
- 2019 год — 2 жителей (перепись населения)

## Инфраструктура
На территории расположен агротуристический комплекс «Жерелец».

## Достопримечательность
- Сероводородный источник. На 50-тиметровой глубине озера, что на хуторе, бьёт сероводородный источник. Через скважину из источника вода проведена в жилые дома. Это позволяет принимать лечебные ванны из сульфидной воды.
- Музей-ДОТ. По территории Лельчицкого района проходит часть Мозырского укрепрайона «Линия Сталина». Недалеко от хутора проходит сеть укреплений, названной «Линией Сталина». Расположен бункер, построенный в 30-х годах прошлого века.
- Землянка. Устроена по всем правилам военного времени, в небольшом овраге возле пруда.
- Каменный крест. В деревнях около хутора сохранились сразу несколько крестоподобных языческих идолов. Их еще называют «бабами». Эти изваяния из валунов ледникового периода настолько древние, что об их возрасте и происхождении могут рассказать только легенды.
- В деревне Данилевичи, рядом с  хутором, находится памятник природы республиканского значения — Царь-дуб.